# Postilló

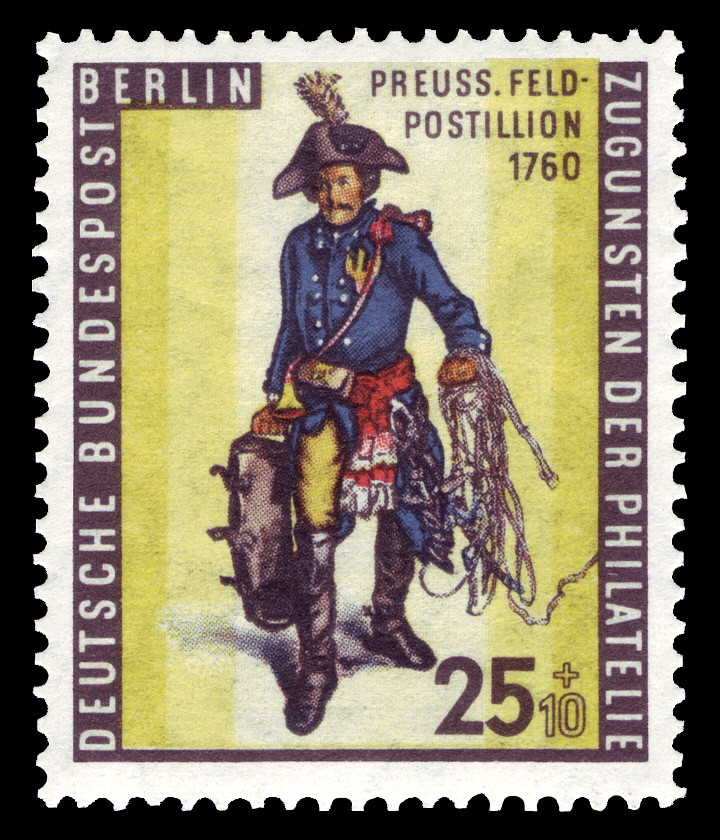
Postilló

Un postilló era el mosso que anava a cavall davant dels carruatges, bestiar o viatgers per a guiar-los (també podia anar muntat en un dels cavalls del tir, el cavall guia).
Els postillons estaven subordinats, no solament al mestre de postes de qui depenien, sinó als altres que hi havia a les parades, en tot el que concernia el bon servei del ram. En els viatges, depenien igualment dels majorals de correus i dels conductors de la correspondència pública. No podien excusar-se de servir els viatges que els corresponien, ni estava permès que els beneficiessin o cedissin a altres. Els "postillons de nombre" estaven exempts del servei de conducció de viaranys i presos.
A cada parada hi havia constantment un postilló de guàrdia que era el primer en torn per córrer i, en el moment que arribava qualsevol relleu, avisava els seus companys perquè s'ocupessin d'ensellar els cavalls si era a la lleugera o enganxar el bestiar al carruatge si era en rodes. El nombre de postillons s'alineava amb el de les cavalleries de la dotació de la posta, no podent excedir els de planta, segons la legislació espanyola, de quatre en cadascuna de les parades de línia general i de tres en les transversals de primer ordre.

## Obligacions del postilló

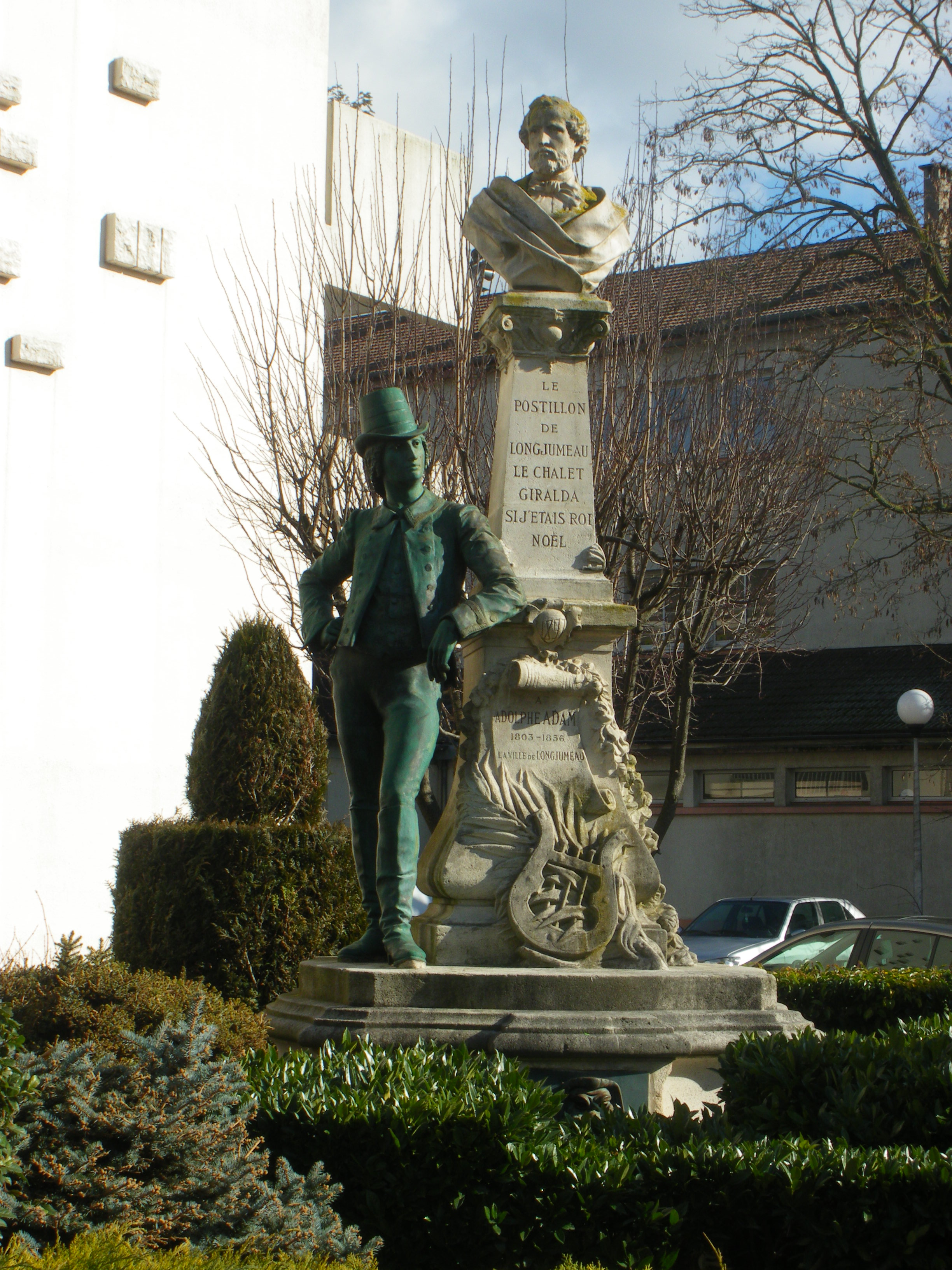
Estàtua al postilló

Entre les funcions del postilló figuraven:
- El postilló de guàrdia havia de tenir cura que estiguessin enceses de nit les llums del vestíbul de la casa de postes i de la cavallerissa, tenint a més disposat un fanal de mà perquè els seus companys fessin les operacions que els estaven encomanades.
- Havia d'acompanyar sempre els viatgers de manera que si en la parada es presentaven els viatgers sense el postilló, el mestre de postes, no estava obligat a donar-los cavalls fins a l'arribada d'aquest.
- També estava regulada la velocitat mínima a la qual havien de viatjar, establint-se a Espanya que havien de servir com a molt mitja hora per llegua en viatges de particulars i vint minuts en els del servei oficial.
- En qualsevol cas imprevist, si es detingués en camí un correu en ple servei, el postilló que l'acompanyava havia de conduir els plecs o correspondència fins a la parada de postes immediata i el mestre d'aquesta havia de disposar sota la seva responsabilitat que es continués la conducció sense cap retard mitjançant un dels seus postillons fins a la pròxima administració de correus, en la qual s'abonaria al postilló el que correspongués per aquest treball i s'arreglaria la continuació del viatge.
- Podien canviar de cavalls a mitjan camí si en trobaven d'altres amb el previ consentiment del correu o dels viatgers.
- Havien d'auxiliar i atendre els viatgers tant com fos possible; per a això, si el viatge era "a la lleugera", havien de córrer sempre a curta distància per poder tornar amb promptitud en cas d'una caiguda o d'un altre esdeveniment.
- Tot postilló que rebés cartes en el camí les havia de lliurar a l'estafeta més immediata per tal que fossin incloses i trameses amb la correspondència general, sense que pogués exigir cap retribució, per aquesta conducció o cap altre pretext.

## Prohibicions per al postilló
- Els postillons tenien prohibit portar encàrrecs, ja fossin acompanyant els correus i viatgers, o conduïssin plecs del govern.
- Estava prohibit demanar als viatgers una retribució per a la seva despesa de menjar, amb qualsevol mena de pretext.
- Es prohibia a tot postilló d'exigir més del que assenyalaven les tarifes ni per cruiximent ni per cap altre motiu, tenint cura d'evitar incomoditats i disputes entre si o amb els viatgers, que fossin causa de detenció, en aquest cas el postilló era suspès d'ofici fins a la indagació dels fets.
- En cap cas podien abandonar els cavalls en camí si anaven a la carrera, en aquest cas eren separats del servei, sense perjudici de la seva responsabilitat o la dels mestres de postes respecte als accidents que poguessin sobrevenir d'un tal excés.
- Estava prohibit deixar d'usar l'uniforme en acte de servei, ni tan sols el barret, en aquest cas incorrien en una suspensió.

## Uniforme

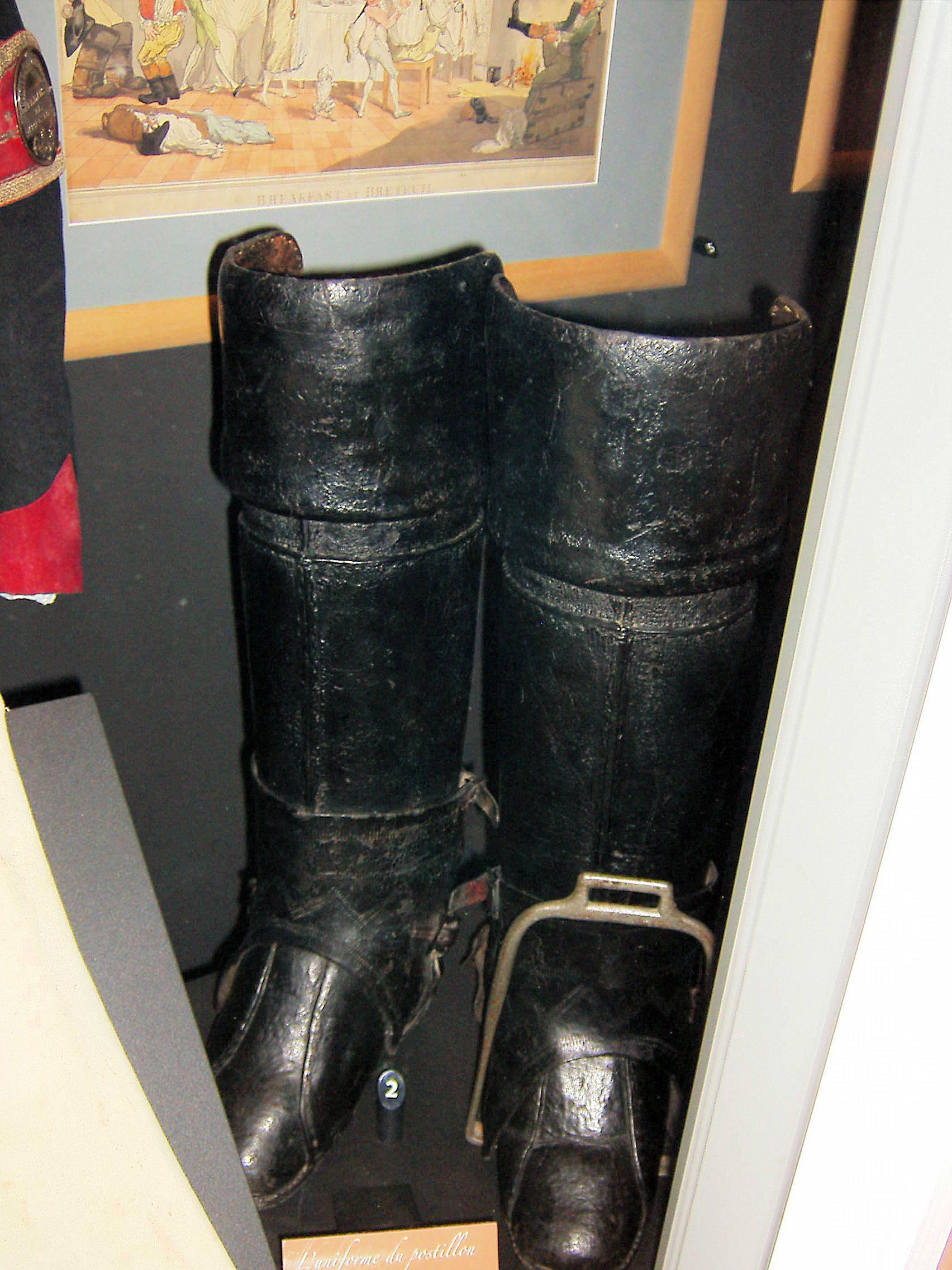
Botes de postilló

A Espanya, els postillons de número portaven en acte de servei el següent uniforme: escarapel·la. nacional, jaqueta i pantalons blaus, coll i volta vermells, amb botons que tenien gravada la paraula "postes". Al barret, que era rodó, hi portaven un escut bronzat amb les armes reials i el número que els corresponia i durant l'hivern, usaven sobre l'uniforme un capot, de drap blau amb coll i voltes vermells.
Els aspirants a postilló portaven en acte de servei una jaqueta blava amb coll vermell però sense cap inscripció en el botó i el barret, només l'escarapel·la.

## Contractació i acomiadament
La legislació espanyola establia que el nomenament dels postillons de número de cada parada havia d'estar registrat en els llibres de l'alcaldia del punt on radicava la posta. D'aquest nomenament es passava una certificació visada per l'alcalde a l'administrador principal de correus del departament perquè anotés en el registre de postes el dia que entrava a servir la plaça de postilló, posant l'assentament i la seva data en la certificació per tal de poder reclamar l'abonament de la gratificació de la que s'hagués fet creditor pels seus anys de servei i bona conducta.
Els postillons que deixessin per iniciativa pròpia una casa de postes, per servir en una altra, havien de portar una certificació del seu bon comportament, expedida pel seu principal i visada per l'alcalde del poble respectiu. Aquesta certificació i el nomenament del mestre de la casa entrés a servir, es presentaven a l'alcalde del poble corresponent per tal que s'omplissin les formalitats prescrites.
Cap postilló podia deixar el servei d'una posta sense haver previngut el mestre de postes amb un mes d'anticipació almenys i si no ho hagués fet podia aquest negar-li la certificació sense la qual no podria ser admès en una altra posta. Els inspectors i subinspectors de postes, així com els administradors principals de correus en el seu respectiu departament, vigilaven que no s'admetés en una altra casa de postes el postilló acomiadat sense la certificació competent i donaven compte a la direcció per a la resolució oportuna en els casos en què l'interessat no donés el motiu de per què se li havia negat la certificació.